# Domus dei Pesci
La domus dei Pesci (IV,III,3) è una domus romana che si trovava nella regio IV della città romana di Ostia.

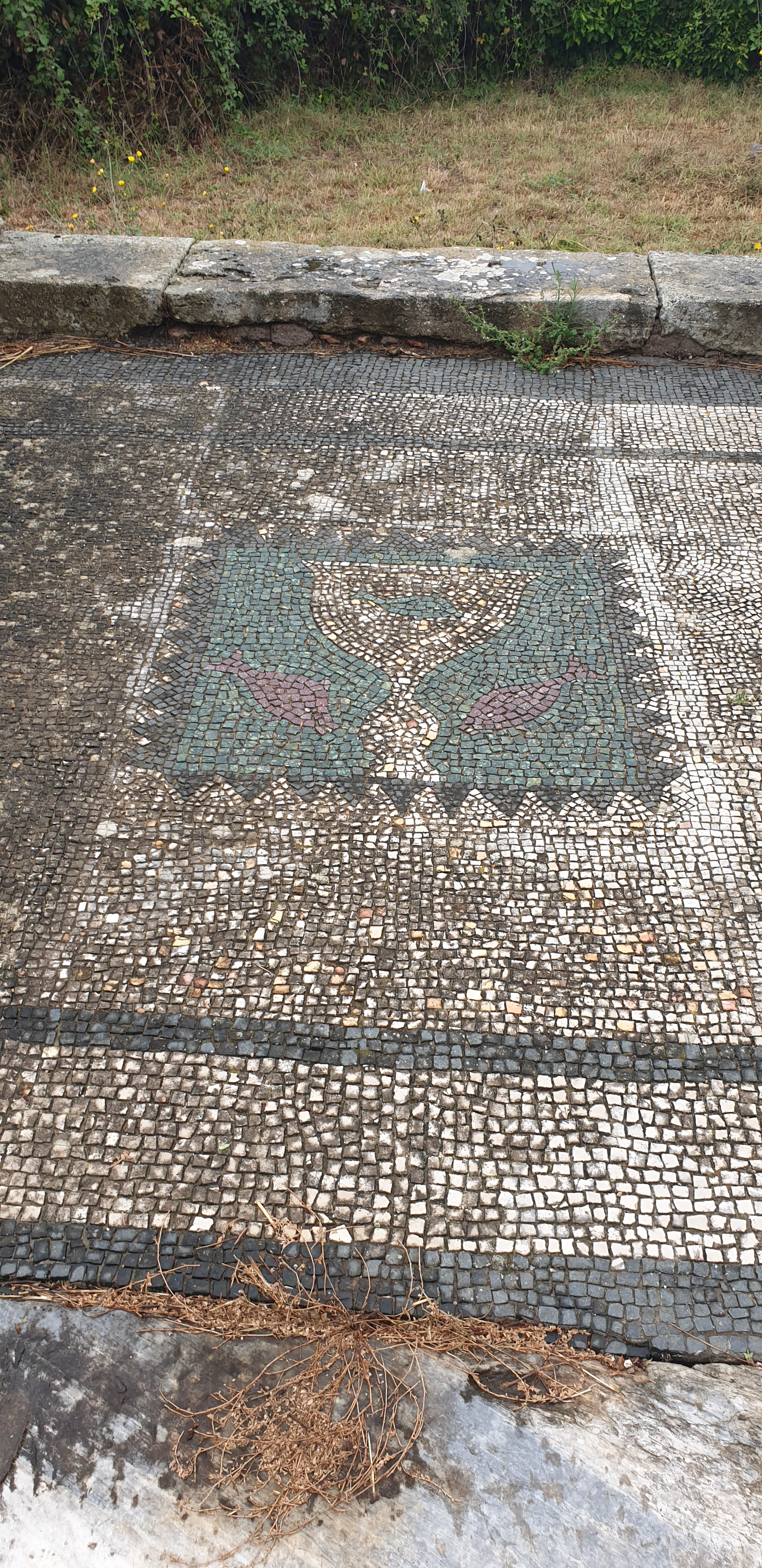
Mosaico policromo

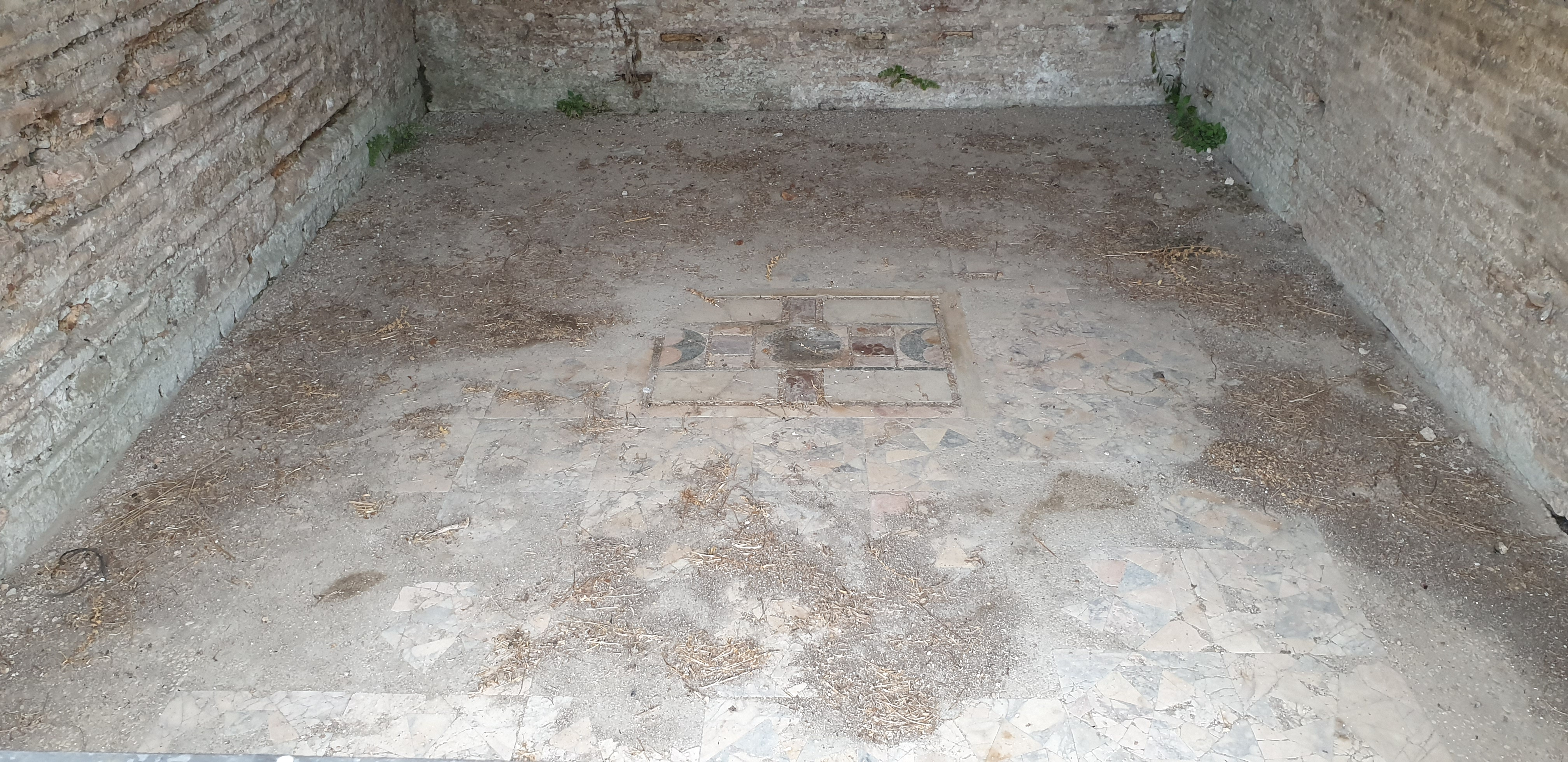
Pavimento in opus sectile

## Descrizione
Questa domus, che prende il nome da un mosaico pavimentale nel vestibolo con raffigurato un calice con un pesce e due pesci accanto allo stelo del calice, che alcuni studiosi interpretano come riferimento al cristianesimo, si trova a sud rispetto al foro, compresa tra la Domus delle Colonne (IV,III,1) ed la Domus du via del Caupona (IV,III,4), con l'ingresso attuale (originariamente l'ingresso di servizio della casa) su via della Caupona.
Il vestibolo conduce al cortile porticato al centro della domus, a forma di U, con il pavimento decorato con un mosaico geometrico bianco e nero. Al centro c'è una vasca quadrata di marmo, con una piccola piramide con piccoli gradini, lungo la quale scorreva l'acqua dalla cima, cui successivamente è stata aggiunta una grande vasca semicircolare. Ha un pavimento di marmo, al centro del quale erano raffigurati un disco e un delfino (non più in situ). Il delfino potrebbe essere stato un altro simbolo cristiano. Un'altra fontana in marmo era posta contro il muro posteriore del cortile. Davanti c'è una vasca, in cima una nicchia semicircolare dipinta per una statua. Nel cortile è stata trovata una piccola statua di Fortuna con cornucopia.
Sul lato opposto del cortile c'è la grande sala con all'ingresso due colonne di marmo e due semicolonne in mattoni. Tra le colonne c'è una soglia in marmo, tra le colonne e le semicolonne ci sono muretti bassi. La parte inferiore delle pareti della stanza era ricoperta di marmo. Sul pavimento c'è un mosaico bianco e nero di altissima qualità, composto da molti piccoli pannelli con motivi geometrici. Uno dei pannelli ha una raffigurazione di un tridente e due pesci.  Accanto alla sala c'è la stanza con un pavimento rialzato e tubi di riscaldamento lungo una parete. Dall'altro lato c'è la stanza fiancheggiata da una scala esterna e da una taberna indipendente.